# Nischer Tümmler

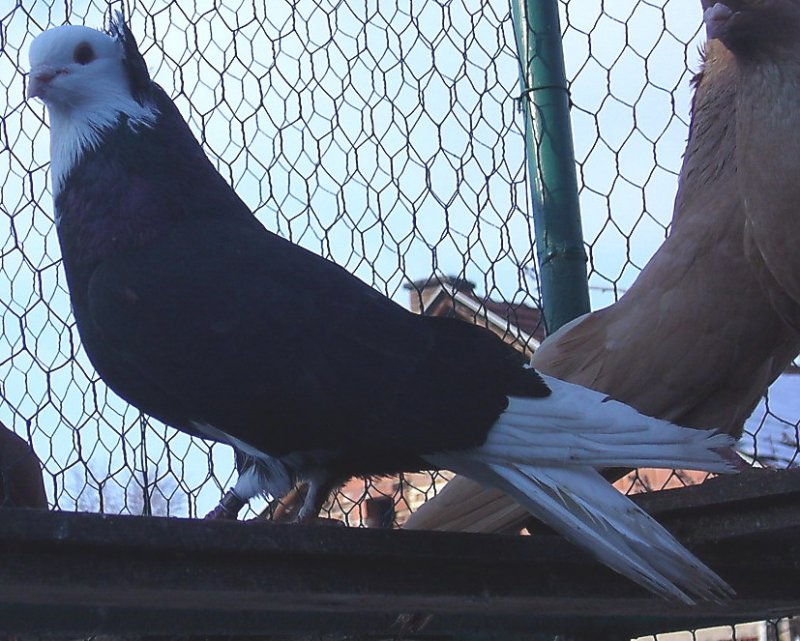
Nischer Tümmler

Nischer Tümmler (serbisch Niški Visokoletač) sind Tümmlertauben, die aus der serbischen Stadt Niš stammen und dort seit der osmanischen Herrschaft fast unverändert gezüchtet werden. Wegen ihrer türkischen Herkunft werden sie von ihren Züchtern auch „Türken“ genannt. Sie werden sowohl als Flugtypen als auch als Ausstellungstauben gezüchtet.

## Beschreibung
Schille beschreibt die Nischer Hochflieger als „kräftige recht lange Tauben, die oft den Bürzel etwas hochwölben und im Verhältnis zur Körperlänge einen kurzen Hals haben.“ Die langen Schwingen der robusten Tauben ruhen auf dem Schwanz. Ihre gut entwickelte Brust tritt hervor. Der Kopf ist abgerundet mit voller Stirn und spärlicher Haube. Augen und Augenrand sind hell, die Farbe des mittellangen Schnabels entspricht der des Gefieders.
Nischer Tümmler werden als Einfarbige Tauben in allen Farben und als Weißschwänze, Weißschlag-Weißschwänze, Weißköpfe mit weißem Schwanz und weißen Schwingen, als Tiger und Schecken gezüchtet. Weißschlag-Weißschwänze können eine vollere Haube tragen.

## Anerkennung der Rassen
Der Nischer Hochflieger wurde durch die Europäische Standard Kommission für Tauben (ESKT) des Europäischen Verbandes für Geflügel-, Tauben-, Vogel-, Kaninchen- und Caviazucht (EE) bestätigt und wird in der EE-Liste der Rassetauben mit der Nummer 887 geführt.
Darüber hinaus wurde mit der Nummer 1027 der Nischer Standard Tümmler (serbisch Niski standard letac), eine etwas größere Ausstellungstaube, anerkannt.

## Nachweise und weiterführende Literatur
1. 1 2  
Liste Querverweisung Deutscher Rassename (ELRT) – Nationaler Rassename. (PDF) In: entente-ee.com. Europaverband für Geflügel- und Kaninchenzüchter (Entente Européenne d’ Áviculture et de Cuniculture), 1. Dezember 2013, S. 4, abgerufen am 29. August 2016 (Festgestellt und veröffentlicht von der Sparte Rassetauben des Europaverbandes für Geflügel- und Kaninchenzüchter).
2. 1 2 3  
Joachim Schütte, Günter Stach, Josef Wolters: Handbuch der Taubenrassen. Josef Wolters, Bottrop 1994, ISBN 3-9801504-4-5, Nischer Tümmler (Niski Visokoletac), S. 494.
3. ↑  
Hans-Joachim Schille: Bildschöne Taubenrassen. von Aachener Bandkröpfer bis Züricher Weißschwanz (= Spezies in Farbe. Band 2). Karin Wolters, Sebnitz 2001, ISBN 3-9806312-2-2, Nischer Hochflieger, S. 218.
4. 1 2  
EE-Liste der Rassetauben (ELRT). (PDF) In: entente-ee.com. Europaverband für Geflügel- und Kaninchenzüchter (Entente Européenne d’ Áviculture et de Cuniculture), 1. Oktober 2014, S. 14, abgerufen am 29. August 2016 (Festgestellt und veröffentlicht von der Sparte Rassetauben des Europaverbandes für Geflügel- und Kaninchenzüchter).